# Vínculo de San Jorge
El vínculo de San Jorge vincula las lenguas salomónicas noroccidentales y las de Nueva Irlanda bajo las lenguas meso-melanesias. Los miembros del vínculo San Jorge son los idiomas Niwer Mil, Warwar Feni, Fanamaket, Sursurunga, Konomala, Patpatar, Tolai, Kandas, Ramoaina, Lungalunga, Label, Bilur y Siar.